# Wilhelm Blum (Politiker, 1894)
Wilhelm Blum (* 4. August 1894 in Oberfeld; † 29. November 1972) war ein deutscher Politiker (CDU) und ehemaliger Abgeordneter des Hessischen Landtags.

## Leben
Wilhelm Blum machte nach der Volksschule eine Lehre als Buchdrucker und besuchte nach den Gesellenjahren eine Handels- und Kunstgewerbeschule, die er mit der Meisterprüfung abschloss. Danach arbeitete er als Faktor, Handelsbevollmächtigter und ab 1931 als technischer Betriebsleiter. Im Jahr 1945 wurde er Geschäftsführer.
Wilhelm Blum war bis 1933 als Mitglied der Zentrumspartei politisch aktiv. Am 8. Dezember 1939 beantragte er die Aufnahme in die NSDAP und wurde zum 1. Januar 1940 aufgenommen (Mitgliedsnummer 7.798.397). Seit 1945 war er Mitglied der CDU und für seine Partei ehrenamtlicher Erster Kreisbeigeordneter des Kreises Fulda.
Vom 1. Dezember 1954 bis zum 30. November 1962 und vom 19. Oktober 1965 bis zum 30. November 1966 war er Mitglied des Hessischen Landtags.
Wilhelm Blum war ehrenamtlicher Arbeitsrichter.